# Avions Max Holste
Avions Max Holste — ныне не существующая французская авиастроительная компания межвоенного периода.

## История

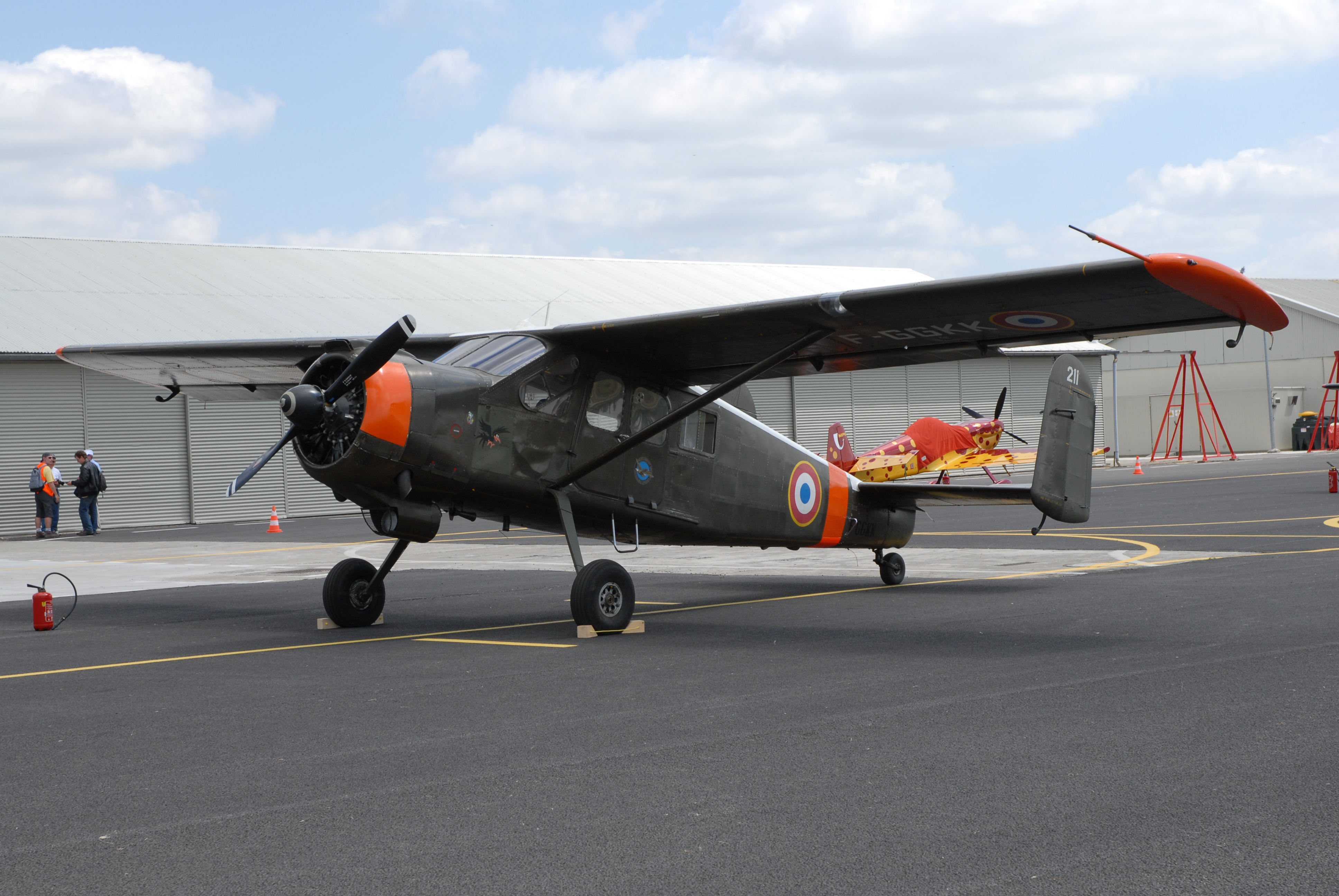
MH.1521 Broussard на авиашоу Airexpo (2007)

Компания основана в 1946 году французским авиаконструктором Максом Хольсте. После окончания Второй мировой войны она сконцентрировалась на разработке двухместного лёгкого учебно-туристического самолёта MH.52; этот низкоплан с двухкилевым оперением совершил свой первый полёт в 1945 году. Позже компания построила его модификацию в варианте высокоплана, что соответствовало требованиям потенциального покупателя, французской армии. Развитием конструкции стал увеличившийся в размерах MH.1521 Broussard, который был выпущен для вооружённых сил в количестве 370 экземпляров.
На его основе был разработан ещё больший турбовинтовой 17-местный MH.250 Super Broussard. Французское правительство заключило контракт на поставку самолётов, однако, для его выполнения, компании пришлось объединить усилия с Nord Aviation.
Финансовое состояние компании, однако, неуклонно ухудшалось, 16 февраля 1960 года Cessna Aircraft Company приобрела 49 % её акций и переименовала компанию в Societe Nouvelle Max Holste. Все наработки по модели MH.260 были переданы Nord Aviation, которая выпускала его под названием Nord 262. Фирма Макса Хольсте была снова переименована, на сей раз в «Reims Aviation» и продолжила лицензионный выпуск самолётов Cessna.

## Продукция фирмы
- Max Holste MH-20 (1941) Гоночный низкоплан с 400-сильным двигателем Regnier 12Hoo, 1 экземпляр;
- Max Holste MH.52 (1945?49) двухместный многоцелевой моноплан; 12 экземпляров с различными вариантами силовой установки;
- Max Holste MH.53 Cadet (1945?50) Модификация MH.52, 1 экземпляр;
- Max Holste MH.1521 Broussard (1952) Лёгкий вспомогательный самолёт, построено около 400 штук;
- Max Holste MH.250 Super Broussard (1959) транспортный, 1 экземпляр;
- Max Holste MH.260 (1962), строился как Nord 262 Fregate